# Inia boliviensis
Il delfino boliviano (Inia boliviensis (d'Orbigny, 1834)) è un delfino di fiume endemico della Bolivia.

## Tassonomia
Per molto tempo è stato considerato solo una sottospecie della specie Inia geoffrensis. Studi genetici hanno dimostrato che si tratta di una specie distinta, che sono isolate geneticamente e fisicamente da cascate insuperabili per qualsiasi delfino
. Comunque, alcune pubblicazioni (inclusa l'IUCN) continuano a considerarlo una sottospecie.
Uno studio della sequenza del DNA mitocondriale ha stimato che il tempo di divergenza dalla Inia geoffrensis è di circa 2,9 milioni di anni.

## Descrizione
Si differenzia dalle altre specie per il maggior numero di denti, le dimensioni maggiori e una cavità cranica minore
. Gli studi sulla sua biologia sono scarsi. In uno di questi è stato esaminato il contenuto gastrico di due cadaveri nei quali si sono trovate almeno 12 specie di pesci appartenenti a 4 famiglie: Doradidae (67%), Eptapteridae (17%), Auchenipteridae (8%) e Characidae (8%).

## Distribuzione
Si trova nella parte alta del bacino del fiume Madeira (In Bolivia). È ristretta al fiume Mamoré e al suo principale affluente (fiume Guaporé), includendo la zona bassa dei suoi tributari fra i 100 e i 300 m s.l.m.. La sottospecie pare che si sia isolata dalle altre a causa dei 400 km di rapide tra Porto Velho fino alla Riberalta sul fiume Beni in Bolivia
.